# TPLO
TPLO (Abkürzung für englisch tibial-plateau-leveling osteotomy) ist ein Operationsverfahren in der Tierchirurgie, mit dem seit 1998 gerissene Kreuzbänder bei Hunden behandelt werden. Das Verfahren wurde in den 1990er Jahren von den amerikanischen Wissenschaftlern Barkley und Theresa Devine Slocum entwickelt.
Bei der TPLO wird durch einen runden Schnitt die Tibia (Schienbein) durchtrennt und durch, eigens dafür vorgesehene, patentierte Platten in einer veränderten Stellung wieder verschraubt. Ziel ist es, durch die veränderte Biomechanik den Vorschub, der normalerweise vom vorderen Kreuzband abgefangen wird, zu vermeiden.

## Knochenbau der Hintergliedmaßen

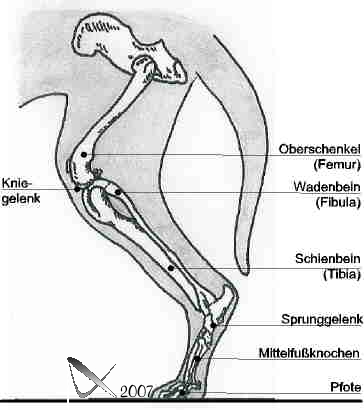
Der Lauf eines Hundes

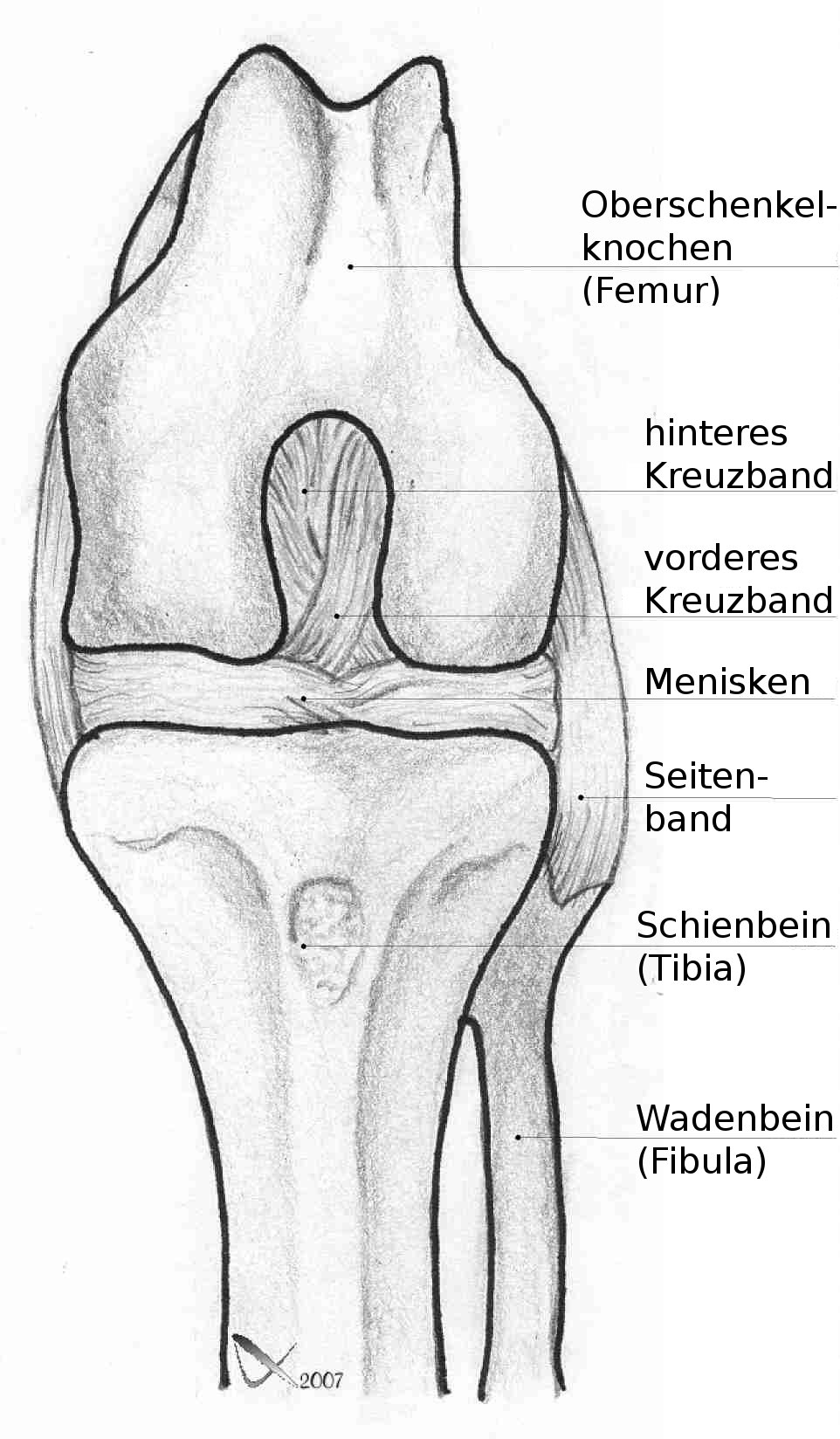
Blick in das Knie eines Hundes ohne Kniescheibe

Ober- und Unterschenkel sind durch das Kniegelenk miteinander verbunden. Das Kniegelenk, und nicht wie häufig fälschlich angenommen das Sprunggelenk, ist das wichtigste Gelenk für die Fortbewegung des Hundes. Ausschlaggebend für den Schub der Hinterhand ist die Winkelung des Kniegelenks. Hier ergeben sich Winkel von 130° bei Gebrauchshunden und bis zu 159° bei Windhunden. Besonders steil gestellte Hunderassen neigen zu einem Herausspringen der Kniescheibe (Patellaluxation).
Das Kniegelenk ist deshalb so wichtig, weil es, in Zusammenarbeit mit dem Hüftgelenk und dem Sprunggelenk, die Bewegung des Beines und somit des gesamten Tieres einleitet. Es muss daher besonders kräftig ausgebildet sein und sollte möglichst tief gewinkelt sein. Von diesem Gelenk aus werden die stärksten Stöße an den ganzen Körper übermittelt. Für die Einhaltung der Richtung sorgen auf der Vorderseite zum einen die Kniescheibe und zum anderen die Bänder, zu denen auch die Kreuzbänder gehören. Außerdem wird damit eine zu starke Streckung der Gliedmaße verhindert.
Der Unterschenkel, der dem Kniegelenk anschließt, wird aus zwei Knochen gebildet: dem Schienbein (Tibia) und dem Wadenbein (Fibula). Letzteres liegt, um 90° gedreht, hinter dem Schienbein. Das Schienbein trägt das Körpergewicht.
Fällt man, in der Normalstellung des Hundes, vom Hüftgelenk aus ein Lot, so stellt es die Schwerlinie des Hundes dar, die den Unterschenkel einmal kreuzt. Das Kniegelenk liegt somit vor der Schwerlinie und das Sprunggelenk dahinter.

## Riss des vorderen Kreuzbandes beim Hund und seine Folgen

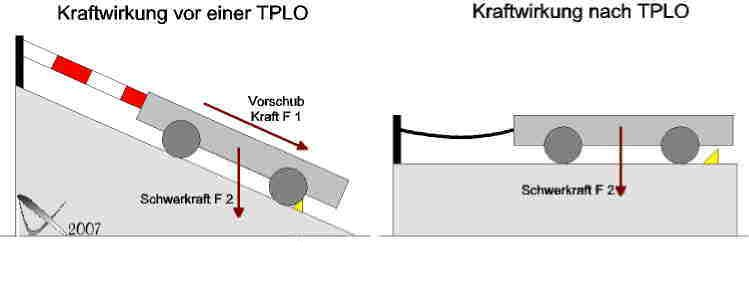
Das Prinzip der TPLO gleicht dem einer schiefen Ebene

Die Kreuzbänder im Knie des Hundes haben eine wichtige Stabilitätsfunktion zu erfüllen. Hier ist anzumerken, dass diese Funktion aufgrund der Winkelung im Hinterbein noch wichtiger ist, als es beim Menschen der Fall ist, der die meisten wichtigen Gelenke in der Schwerlinie hat. Beide Kreuzbänder sind beim Hund kräftig ausgebildet.
Anders als beim Menschen reißt das vordere Kreuzband beim Hund häufig ohne ein vorangegangenes Trauma (wie beispielsweise durch einen Unfall). In den meisten Fällen wird das Band chronisch fehlbelastet, was verschiedene Gründe haben kann. Nach heutigen Erkenntnissen ist eine maßgebliche Ursache eine zu steile Winkelung der Gelenkfläche des Unterschenkels – des „Tibiaplateaus“. Hier wird bei jedem Schritt ein zu starker Vorwärtsschub (cranial tibial thrust) auf die Kreuzbänder gelastet. Je steiler die Gelenkfläche nun steht, umso größer ist dieser Vorwärtsschub. Man kann diesen Sachverhalt mit einer schiefen Ebene vergleichen, wobei das Objekt, das durch die Schwerkraft nach unten gezogen wird, durch ein Band (vergleichbar mit der Funktion des Kreuzbandes) vor dem Hinabgleiten geschützt wird. Es entstehen kleine Risse im Kreuzband, die zunehmen, bis schließlich eine geringfügig falsche Bewegung ausreicht um das Band reißen zu lassen. Man spricht in diesem Zusammenhang von einem Bagatelltrauma. Typische Szenarios sind aufgeregte Ballspiele, das Spielen mit anderen Tieren, Jagen auf unebenen Gelände oder das Ausrutschen auf glatten Untergründen. Betroffen von solch einem Bänderriss sind also nahezu alle Rassen und alle Altersklassen. Jedoch haben größere Rassen eine höhere Tendenz zu einem Riss, weil der Vorwärtsschub durch das größere Gewicht ebenfalls vergrößert ist.
Da bei einem Kreuzbandriss die stützende Wirkung des Bandes aufgehoben ist, kommt es zu einer Instabilität im Knie, die weitreichende Folgen hat. Das Kniegelenk ist, durch das Fehlen einer Führung, nun einer starken Reibung ausgesetzt, die Schmerzen verursacht und im weiteren Verlauf zu irreparablen Arthrosen im Gelenk, sowie Knorpelschäden führt. Eine weitere Folge der Beschädigung des Gelenkes ist, dass es, durch die Fehlstellung und -belastung, zu einer Veränderung in der gesamten Wirbelsäule kommen kann und sich darüber hinaus die Struktur der Knochen und Muskulatur verändern kann.

## Symptome
Nachdem ein solches Bagatelltrauma eingetreten ist, lahmen die Tiere meist mittelgradig. Das heißt, dass das Gangbild gestört ist und die Hunde die betroffene Gliedmaße nicht mehr stetig nutzen. Häufig laufen sich die Hunde wieder „ein“, was schließlich dazu führt, dass der Hundehalter dem Problem keine allzu große Bedeutung beimisst und von einer Zerrung ausgeht. Mit zunehmender Dauer des Problems haben die Tiere große Schwierigkeiten aufzustehen und humpeln im Anschluss stark.
Während ein kompletter Kreuzbandriss relativ leicht und ohne besonderen Aufwand diagnostiziert werden kann, ist es bei einem Anriss des Bandes häufig sehr schwierig, eine korrekte Diagnose zu stellen. Eine Methode, auf die der behandelnde Tierarzt häufig zurückgreift, ist der so genannte Schubladentest. Bei ihm werden der Ober- und Unterschenkel gegeneinander verschoben. Dadurch lässt sich sehr gut die Instabilität im Gelenk feststellen.
Im weiteren Verlauf der Erkrankung wird der Meniskus stark belastet, was zu einem Riss oder zum Umschlagen dessen führt. Man kann bei genauem Hinhören das Umklappen des Meniskus hören. Man nennt dieses Phänomen den Meniskusklick.

## Tibial Plateau Leveling Osteotomy – TPLO

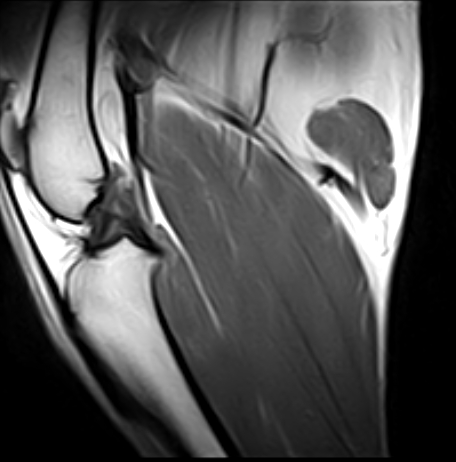
Das Knie eines Hundes in einer Kernspinaufnahme

Früher wurden Tierärzte, die eine TPLO durchführen wollten, von Slocum selbst in einigen Fortbildungen ausgebildet. Auch aufgrund des hohen Aufwandes zur Diagnostik oder Arthroskopie und der Operation selbst, ist ein im Vergleich zu herkömmlichen Methoden relativ hoher Preis gerechtfertigt. Dieser bewegt sich im Mittel um 1700–2500 Euro, wobei die Nachsorge nicht mit eingerechnet sind.

### Die Idee der TPLO

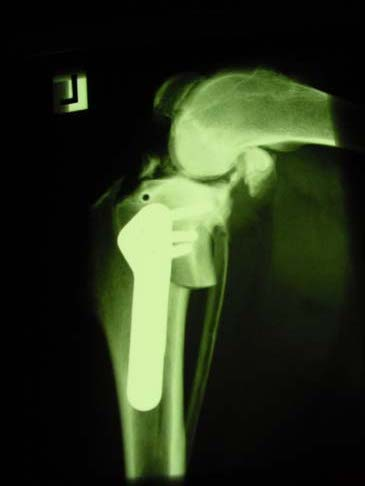
Röntgenaufnahme nach einer TPLO

Bisher wurden rund 50 verschiedene Methoden zur Versorgung einer Ruptur des vorderen Kreuzbandes entwickelt. Die meisten Operationstechniken leiten sich von der menschlichen Anatomie ab und erreichen nur schlechte Ergebnisse, wobei die Prognosen bei kleinen und leichten Tieren relativ gut sind. Bei Hunden, die schwerer als 30 kg sind, sind die Erfolgsaussichten schlechter. Der Hauptgrund hierfür ist, dass bei kleinen Hunden viel geringere Kräfte auf das Gelenk wirken. Auch bei Sport- und Diensthunden ist der Erfolg von „alten“ Operationstechniken nicht sehr groß zu erwarten.
Wegen der mehr oder minder schlechten Erfolge wurde von den amerikanischen Wissenschaftlern Barkley und Theresa Devine Slocum eine Methode entwickelt, die sich von allen bisherigen maßgeblich unterscheidet: die TPLO (Tibial Plateau Leveling Osteotomy). Die Idee dahinter ist, dass man den Vorschub, der auf das Kniegelenk wirkt, unterbindet, indem man die Stellung der Gelenkfläche des Unterschenkels so verändert, dass sie alle Kräfte aufhebt. Die Reparatur des vorderen Kreuzbandes und somit das Öffnen des Kniegelenks soll so weitgehend vermieden werden. Ist der Meniskus jedoch schon stark beschädigt, muss das Knie trotzdem geöffnet werden und die zerstörten Reste des betroffenen Meniskusteils entfernt werden. Nach jüngsten Erkenntnissen wird jedoch versucht durch eine Arthroskopie zu überprüfen, ob ein Öffnen des Knies unbedingt nötig ist.
Da die Winkelstellung für den Vorschub verantwortlich ist, wird in einem komplizierten Verfahren der bestehende Winkel des Tibiaplateaus bestimmt und theoretisch optimiert. Hierzu werden verschiedene Röntgenaufnahmen gemacht und der benötigte Winkel festgelegt. Patienten, die mit einer herkömmlichen Methode operiert werden, müssen jedoch ein Fortschreiten der arthrotischen Veränderungen erwarten. Bei der TPLO hingegen bleibt das Knie entweder gänzlich arthrosefrei oder es entsteht nur eine Arthrose 1. Grades (bei maximal 3 Graden).

### Die Operationstechnik der TPLO

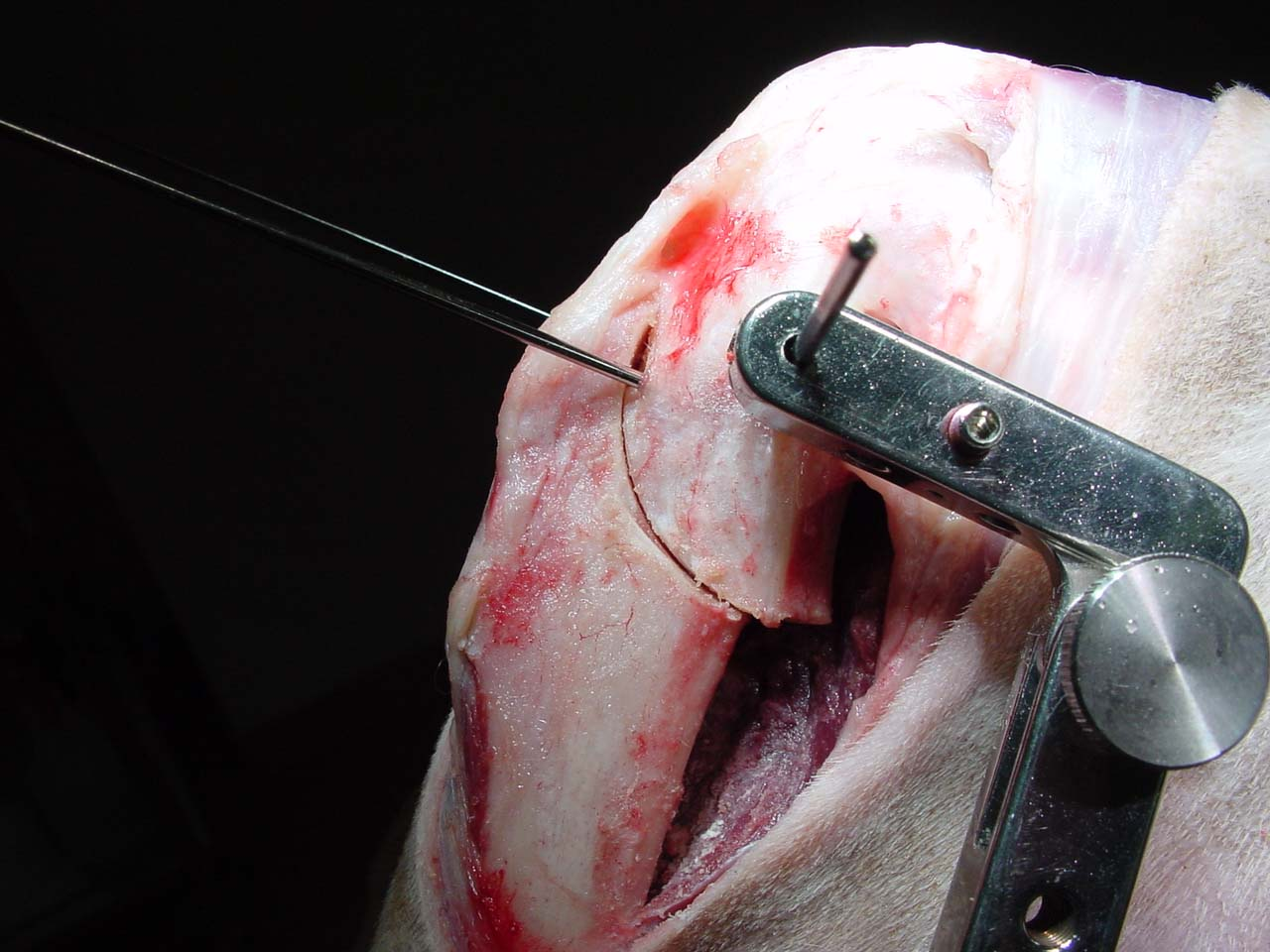
Der kreisrunde Schnitt in der Tibia

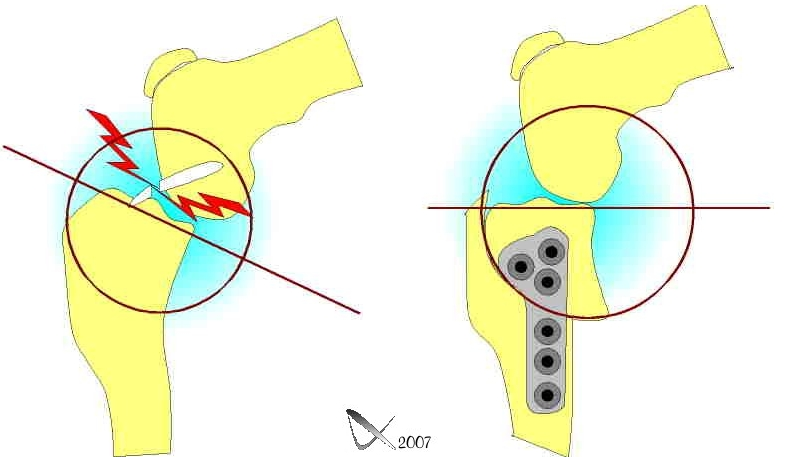
Das Schema einer TPLO

Mittels einer patentierten kreisrunden Säge wird die Tibia der betroffenen Gliedmaße durchtrennt. An der Schnittstelle wird der obere Teil der Tibia so gedreht, dass der vorherberechnete biomechanisch optimale Winkel erreicht wird. Ist dieser erreicht, wird der getrennte Knochen mit einer – eigens für diesen Zweck konzipierten – Sechsloch-Platte wieder verschraubt. Das Verfahren ist prinzipiell der Versorgung eines Knochenbruches angeglichen. Wichtiger Aspekt hierbei ist jedoch, dass das Wadenbein (Fibula) unbeschädigt ist, denn während der Heilungsphase der Tibia lastet nun ein großer Teil der Stützlast auf dem Wadenbein. Ist die Fibula beschädigt, ist eine vorherige Versorgung dieser zwingend notwendig.

## Postoperative Versorgung
Patienten, die nach einer TPLO operiert wurden, müssen bis zu 12 Wochen ruhig gehalten werden, um eine gute Heilung der Knochen zu gewährleisten. Die operierten Hunde sind jedoch in der Regel relativ schnell wieder auf den Beinen und benutzen das operierte Bein gut. Es ist meist mit einem Vorsprung von rund vier Wochen gegenüber herkömmlichen Methoden zu rechnen.
Direkt im Anschluss an die Operation werden Schmerzmittel und Antibiotika verabreicht. Die Tiere sollen sich bewegen und das Bein möglichst nach 2 Wochen wieder gut belasten, so dass sich ein Muskel wieder langsam aufbauen kann. Im Wesentlichen kann man von zwei Phasen während des Heilungsprozesses sprechen: einer Heilungsphase, die 6–12 Wochen dauert und während der die geänderte Biomechanik und arthrotische Vorgänge im Knie abheilen sollen; und einer Rehaphase, in der der Patient lernen muss, das Bein wieder aktiv zu gebrauchen, so dass die Muskulatur im Bein wieder gefestigt wird.

### Begleitende Maßnahmen
Während der gesamten Heilungsphase ist Folgendes zu beachten:
- Der Hund darf nicht übergewichtig werden, da sonst die Belastung auf das operierte Knie zu groß werden würde.
- Der Hund ist vor allem zu Beginn stets an der Leine zu führen.
- Das Toben, das Rasen am Gartenzaun, Spielen im Tiefschnee, Bergtouren, Sprünge oder Spiel mit anderen Hunden ist strikt untersagt und unbedingt zu vermeiden.

Es ist außerdem anzuraten, einen Tierphysiotherapeuten aufzusuchen. Dieser kann dann speziell auf die Bedürfnisse des Hundes abgestimmte unterstützende Maßnahmen ergreifen, was in der Regel zu einer beschleunigten Heilung führt. Solche Maßnahmen sind Massagen, Stromtherapie, Bewegungstraining mit Geräten oder aber das Unterwasserlaufband. Nach rund acht Wochen sollte der Patient die Belastung langsam steigern, wobei hier die Betonung auf „langsam“ gelegt werden muss.

## Langzeiterfolge der TPLO
Ausführliche Studien zu den Langzeitergebnissen der TPLO liegen nicht vor. In einer Untersuchung mit 101 Hunden zeigten die TPLO-operierte Gruppe bei über 50 % der Hunde keine Lahmheit mehr, der Rest eine nur eine geringgradige, im Gegensatz zu der nach anderen Operationsmethoden behandelten Gruppe. Auch die Schmerzen der Tiere waren im Durchschnitt verringert.

## Gefahren und Probleme
Die TPLO ist ein massiver Eingriff in die Biomechanik, bei der es leicht zu Komplikationen kommen kann. Im Jahr 2006 wurde eine Langzeitstudie von TPLO-Patienten veröffentlicht, bei der rund 700 Tiere über einen Zeitraum von 30 Monaten beobachtet wurden. Die Komplikationsrate lag hier bei 18,8 Prozent. Die in der Studie erfassten Probleme waren beispielsweise:
- erhöhte Neigung zur Blutungen (Hämorrhagien)
- Schwellung an der Stelle, an der der erste Einschnitt vorgenommen wurde
- verfrühtes Entfernen der Fäden durch den Patienten selbst zum Beispiel durch Belecken der Wunde. Es ist unbedingt darauf zu achten, dass dies unterlassen wird, da sonst durch die mechanische Einwirkung der Zunge auf die Wunde, Keime in die Wunde eintreten können und somit eine schwere Infektion entstehen kann.
- Bruch der Schienbeinbeule (Tuberositas tibiae)
- Schwellung des Kniescheibenbandes: Langzeituntersuchungen zeigen, dass es nach einer TPLO zu einer Entzündung (Desmitis) und Schwellung des Kniescheibenbandes kommt. Inwieweit dies aber zu Bewegungseinschränkungen oder Lahmheiten führt, ist bislang nicht geklärt.[10]
- Probleme mit dem Implantat

Erfahrungsberichte haben gezeigt, dass es immer wieder zu einer vorübergehenden Taubheit in der operierten Gliedmaße (durch den Verband oder die Operation selbst) kommen kann. Dies äußert sich dann in einem „Überköten“ der Pfote. Das heißt, dass der Hund auf seinem Pfotenrücken geht und scheinbar nicht fähig ist, die Pfote richtig zu steuern, um so seinen Gang zu korrigieren.
Ein weiteres Problem, das vor allem von Tierärzten, die die neuere TTA (Tibial Tuberosity Advancement) bevorzugen, angeführt wird, für deren Richtigkeit jedoch kaum Materialien zu erhalten sind, ist die Gefahr, während der Operation wichtige Gefäße und Nerven irreparabel zu beschädigen, was schließlich zu einem völligen Verlust der Gliedmaße führen kann.